# Gouden visum
Een gouden visum, gouden paspoort of staatsburgerschap door investering is een tijdelijke of permanente verblijfsvergunning die bedoeld is om buitenlands kapitaal naar een land aan te trekken. Dergelijke paspoorten worden toegekend in ruil voor bepaalde tegenprestaties, zoals het in dienst nemen van plaatselijke inwoners, de aankoop van onroerend goed of investeringen in bepaalde bedrijfstakken. 
Een beperkt aantal landen biedt dit soort visa aan, waaronder vijf landen in het Caribisch gebied (Antigua en Barbuda, Dominica, Grenada, Saint Kitts en Nevis en Saint Lucia), en daarnaast ook Cambodja, Egypte, Jordanië, Malta, Montenegro, Noord-Macedonië en Vanuatu.

## Europese landen met gouden paspoorten
Europese paspoorten zijn bijzonder in trek bij buitenlandse investeerders omwille van hun diplomatieke kracht, maar ook omwille van hun toegang tot de hele Schengenruimte. Hoewel deze documenten toegang geven tot heel Europa, worden de regels voor het verkrijgen ervan uitsluitend bepaald door de landen die ze afgeven. In 2022 heeft het Europees Parlement maatregelen voorgesteld die effectief een verbod betekenen om paspoorten te verkopen. Argumenten hiervoor zijn de risico's die ermee gepaard gaan, zoals het witwassen van geld, corruptie of veiligheidsrisico's.

### Cyprus
Van 2013 tot 2020 verkocht Cyprus zijn staatsburgerschap aan niet-Europese vermogende particulieren en hun families in ruil voor een investering (vastgesteld op € 2,5 miljoen), voornamelijk in onroerend goed. De aankoop van onroerend goed biedt niet-Europeanen de mogelijkheid een paspoort te verkrijgen dat in de gehele EU geldig is en daar hun bedrijf te ontwikkelen. Het programma wordt soms bekritiseerd omdat het "een aantal risico's inhoudt", "op het gebied van veiligheid, witwassen van geld of belastingontduiking". Cyprus heeft 4000 gouden paspoorten afgegeven. Volgens een onderzoek van Al-Jazeera in augustus 2020 hebben meer dan 1000 Russische onderdanen van het programma geprofiteerd, waaronder ten minste negen Russische oligarchen met elk een fortuin van meer dan € 1 miljard, waaronder Oleg Deripaska (eigenaar van Rusal) in 2017.
Het programma werd geteisterd door aanhoudende corruptie en wordt uiteindelijk in 2020 stopgezet. Volgens een onafhankelijk onderzoek was ongeveer de helft van de paspoorten die in het kader van de regeling werden afgegeven, frauduleus. De voorzitter van het Cypriotische parlement, Demetris Syllouris, moest aftreden nadat hij betrokken was geraakt bij een fraudezaak rond de paspoorten.

### Malta
Het gouden paspoort van Malta, dat in 2014 werd ingevoerd, geeft recht op het Maltese staatsburgerschap in ruil voor een investering van ten minste € 650.000 in een staatsontwikkelingsfonds en de aankoop van een lokale woning. In 2017 werden verschillende corruptieschandalen tussen regeringsleider Joseph Muscat en verschillende spelers in de gouden paspoortsector onthuld door journaliste Daphne Caruana Galizia, wat leidde tot zijn aftreden.
Naar aanleiding van deze gebeurtenissen heeft de Europese Commissie een aanscherping van de toekenningsvoorwaarden geëist, met name de verplichting om ten minste 12 maanden op het eiland te verblijven, alsook de publicatie in een officieel register van de verleende titels. In de praktijk beloven sommige advocatenkantoren die deze paspoorten afgeven echter dat een eenvoudig abonnement op een plaatselijke sportschool of donaties aan Maltese NGO's kunnen volstaan.
In april 2025 oordeelde het Hof van Justitie van de Europese Unie dat Malta hiermee moet stoppen. De Europese Commissie had de zaak aanhangig gemaakt, want Malta is lid de unie en burgers die een paspoort kopen, kunnen ook wonen en werken in de Europese Unie. Het Hof beschouwt dit als 'vermarkting van het burgerschap', hetgeen niet is toegestaan volgens de verdragen.

## Kritiek
Op het systeem van de gouden visa en paspoorten komt geregeld veel kritiek. Het wordt onder meer binnen de Europese Unie regelmatig genoemd als een techniek die bepaalde illegale praktijken aanmoedigt. Een persoon met meerdere paspoorten kan ervoor kiezen om slechts één ervan te tonen bij het openen van een bankrekening. De bank zal dan de opening van de rekening melden in het land van oorsprong van het betrokken paspoort, maar niet in andere landen. 
In het verslag van de Commissie Financiën over het wetsvoorstel tot opstelling van een Franse lijst van belastingparadijzen wordt het volgende voorbeeld gegeven: "Een Fransman heeft rekeningen in Zwitserland en is in het bezit van een "gouden visum" dat is afgegeven door Saint Kitts en Nevis, een bekend belastingparadijs. Het is dit document dat hij aan de Zwitserse instellingen toont, die aldus de bankgegevens aan de Caraïbische eilanden doorgeven en niet aan Frankrijk."
Met name naar aanleiding van de Russische inval in Oekraïne  van februari 2022 ontstond er veel discussie omtrent de gouden visa en paspoorten. Ze werden gezien als een middel waarmee Russische oligarchen binnen de EU gemakkelijk de aan Rusland opgelegde sancties zouden kunnen omzeilen en hun bezittingen binnen de EU zouden veiligstellen ondanks de sancties. De Portugese regering besloot enkele dagen na het begin van de invasie het systeem geheel op te schorten voor Russische burgers. Het Europees Parlement eiste op 8 maart dat alle EU-lidstaten zouden stoppen met het verstrekken van gouden visa en paspoorten aan personen in de nabijheid van president Poetin.